# Liste der Biografien/Loo
Liste der Biografien |
Portal Biografien |
Personensuche
# |
A |
B |
C |
D |
E |
F |
G |
H |
I |
J |
K |
L |
M |
N |
O |
P |
Q |
R |
S |
T |
U |
V |
W |
X |
Y |
Z |
?
 
La |
Lb |
Lc |
Le |
Lg |
Lh |
Li |
Lj |
Ll |
Lm |
Lo |
Lp |
Lt |
Lu |
Lv |
Lw |
Lx |
Ly |
Lz
 
Loa |
Lob |
Loc |
Lod |
Loe |
Lof |
Log |
Loh |
Loi |
Loj |
Lok |
Lol |
Lom |
Lon |
Loo |
Lop |
Loq |
Lor |
Los |
Lot |
Lou |
Lov |
Low |
Loy |
Loz
Die Liste der Biografien führt alle Personen auf, die in der deutschsprachigen Wikipedia einen Artikel haben. Dieses ist eine Teilliste mit 268 Einträgen von Personen, deren Namen mit den Buchstaben „Loo“ beginnt.

## Loo
- Loo, Albrecht van († 1525), holländischer Landesadvokat zwischen den Jahren 1513 und 1525
- Loo, Alexa (* 1972), kanadische Snowboarderin
- Loo, Bart van (* 1973), flämischer Schriftsteller und Historiker
- Loo, Charles André van (1705–1765), Maler des französischen Rokoko
- Loo, Charles-Amédée-Philippe van (1719–1795), französischer Maler
- Loo, Ellen Joyce (1986–2018), kanadisch-chinesische Musikerin, Sängerin und Songwriterin
- Lõo, Jaan (1872–1939), estnischer Dichter und Jurist
- Loo, Jean-Baptiste van (1684–1745), französischer Maler
- Loo, Jürgen van de (1932–2016), deutscher Mediziner
- Loo, Kai Sheng (* 2007), singapurischer Fußballspieler
- Loo, Katrin (* 1991), estnische Fußballspielerin
- Loo, Louis-Michel van (1707–1771), französischer Porträtmaler des Rokoko
- Loo, Ludger van de (* 1959), deutscher Fußballspieler
- Loo, Michael van de (* 1957), deutscher Fußballspieler
- Loo, Otto van de (1924–2015), deutscher Galerist
- Loo, Richard (1903–1983), US-amerikanischer Schauspieler chinesischer HerkunftRichard Loo (1903–1983)

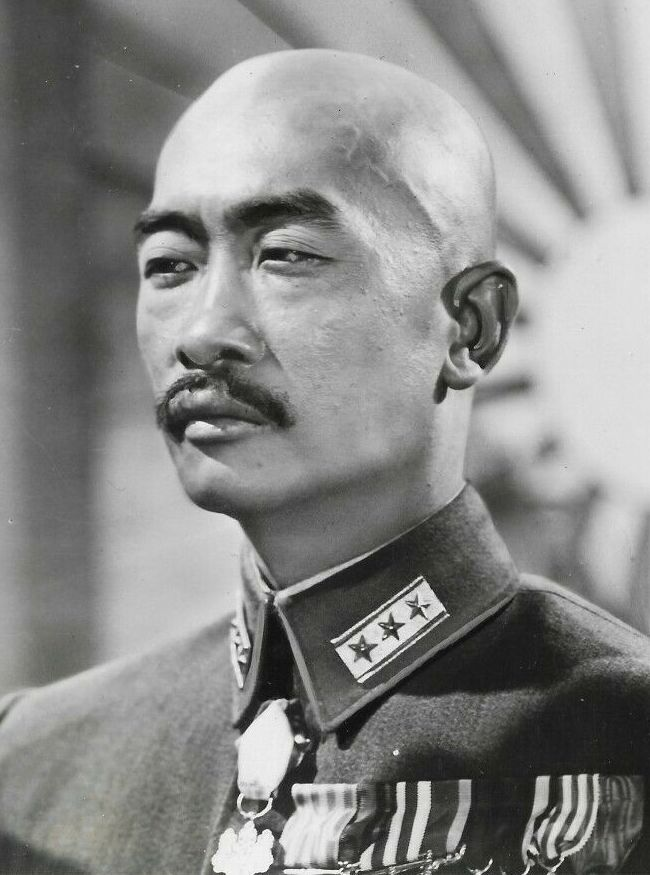
Richard Loo (1903–1983)

- Loo, Richard van de (1909–1990), deutscher Politiker (CDU) und Bürgermeister von Kleve
- Loo, Tessa de (* 1946), niederländische Schriftstellerin

### Loob
- Loob, Håkan (* 1960), schwedischer Eishockeyspieler
- Looby, Bill (1931–1998), US-amerikanischer Fußballspieler
- Looby, Kurt (* 1984), antiguanischer Basketballspieler

### Looc
- Loock, Friedrich (* 1959), deutscher Kulturmanager
- Loock, Hans-Dietrich (1927–1996), deutscher Historiker und Hochschullehrer
- Loockx, Lander (* 1997), belgischer Radrennfahrer

### Lood
- Loodus, Tarmo (* 1958), estnischer Politiker

### Loof
- Lööf, Annie (* 1983), schwedische Politikerin, Mitglied des Riksdag und Wirtschaftsministerin
- Loof, Claus (1939–1994), dänischer Kameramann
- Loof, Ernst (1907–1956), deutscher Ingenieur, Rennfahrer und Unternehmer
- Lööf, Fredrik (* 1969), schwedischer Segler
- Lööf, Mattias (* 1972), schwedischer Eishockeyspieler
- Loof, Nils (* 1970), deutscher Regisseur, Kameramann und Hochschullehrer
- Loof, Peter (* 1947), deutscher Fußballspieler
- Lööf, Simon (* 1996), schwedischer Schauspieler
- Loof, Thijmen (* 2002), niederländischer Tennisspieler
- Lööf, Thor, schwedischer Nordischer Kombinierer
- Loofbourow, Frederick C. (1874–1949), US-amerikanischer Politiker
- Looff, Charles (1852–1918), deutscher Baumeister und Betreiber handgeschnitzter Karussells und Vergnügungsparks in den USA
- Looff, Max (1874–1954), deutscher Marineoffizier, zuletzt Vizeadmiral, sowie Militärschriftsteller
- Loofs, Friedrich (1858–1928), deutscher evangelischer Kirchenhistoriker
- Loofs, Friedrich Otto Armin (1886–1930), deutscher Arzt und Schriftsteller
- Looft, Uwe (1938–2019), deutscher Jurist und Politiker (CDU), MdB
- Looft, Walter (* 1905), preußischer Landrat

### Loog
- Loogen, Franz (1919–2010), deutscher Fußballspieler, Mannschaftsarzt und KardiologeFranz Loogen (1919–2010)

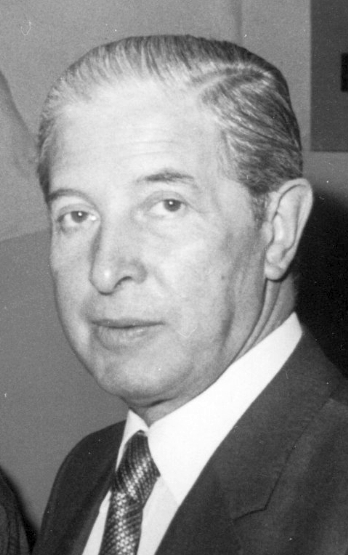
Franz Loogen (1919–2010)

### Looh
- Loohuis, Karel (* 1958), niederländischer Politiker der PvdA

### Looi
- Looi, Erwin van de (* 1972), niederländischer Fußballspieler und -trainer
- Looije, Bart (* 1968), niederländischer Hockeyspieler
- Looijenga, Eduard (* 1948), niederländischer Mathematiker
- Looijenga, Tineke (* 1948), niederländische Philologin, Linguistin und Runologin

### Look
- Look, Bernd, deutscher Judoka
- Look, Ernst-Rüdiger (1937–2024), deutscher Geologe
- Look, Frithjof (* 1987), deutscher Stadtplaner, Baubeamter in Niedersachsen
- Look, Hans-Günther van (1939–2007), deutscher Maler und Bildhauer
- Look, John van, deutscher American-Football-Spieler
- Look, Kairi (* 1983), estnische Schriftstellerin
- Look-Hirnschal, Claudia (1962–2018), deutsche Moderatorin und Redakteurin, insbesondere von Gartensendungen
- Looker, Othniel (1757–1845), US-amerikanischer Politiker
- Looker, Rick (* 1971), US-amerikanischer Eishockeyschiedsrichter
- Lookman, Ademola (* 1997), nigerianisch-englischer FußballspielerAdemola Lookman (* 1997)

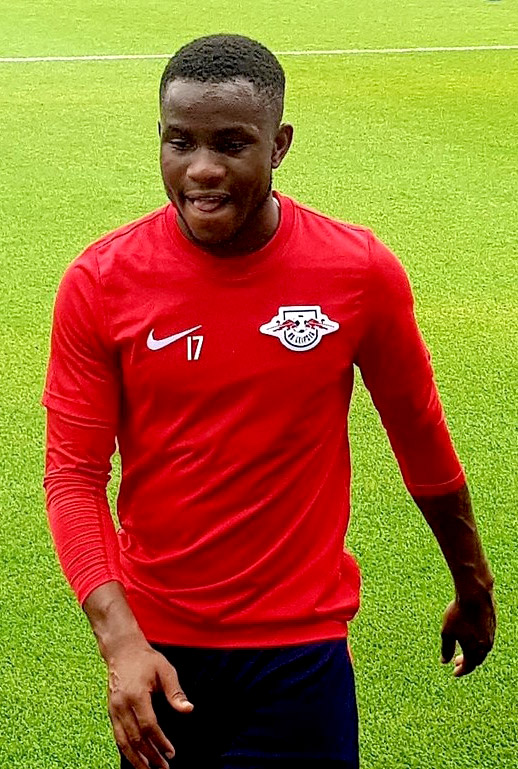
Ademola Lookman (* 1997)

- Lookofsky, Harry (1913–1998), US-amerikanischer Jazzviolinist
- Looks, Hartwig (1917–2005), deutscher Kapitänleutnant und U-Boot-Kommandant
- Looks-Theile, Christel (1930–2015), deutsche Journalistin und Schriftstellerin

### Loom
- Looman, Julian (* 1985), niederländisch-österreichischer Musicaldarsteller und Schauspieler
- Looman, Volker (* 1955), deutscher Finanzanalyst und Journalist
- Loomans, Dirk (* 1966), deutscher Wirtschaftsinformatiker
- Loomba, Ania, indische Literaturwissenschaftlerin
- Loomba, Raj, Baron Loomba (* 1943), britischer Gründer und CEO der Rinku Group und liberaldemokratisches Mitglied des House of Lords
- Loomer, Laura (* 1993), US-amerikanische rechtsextreme und islamfeindliche politische AktivistinLaura Loomer (* 1993)

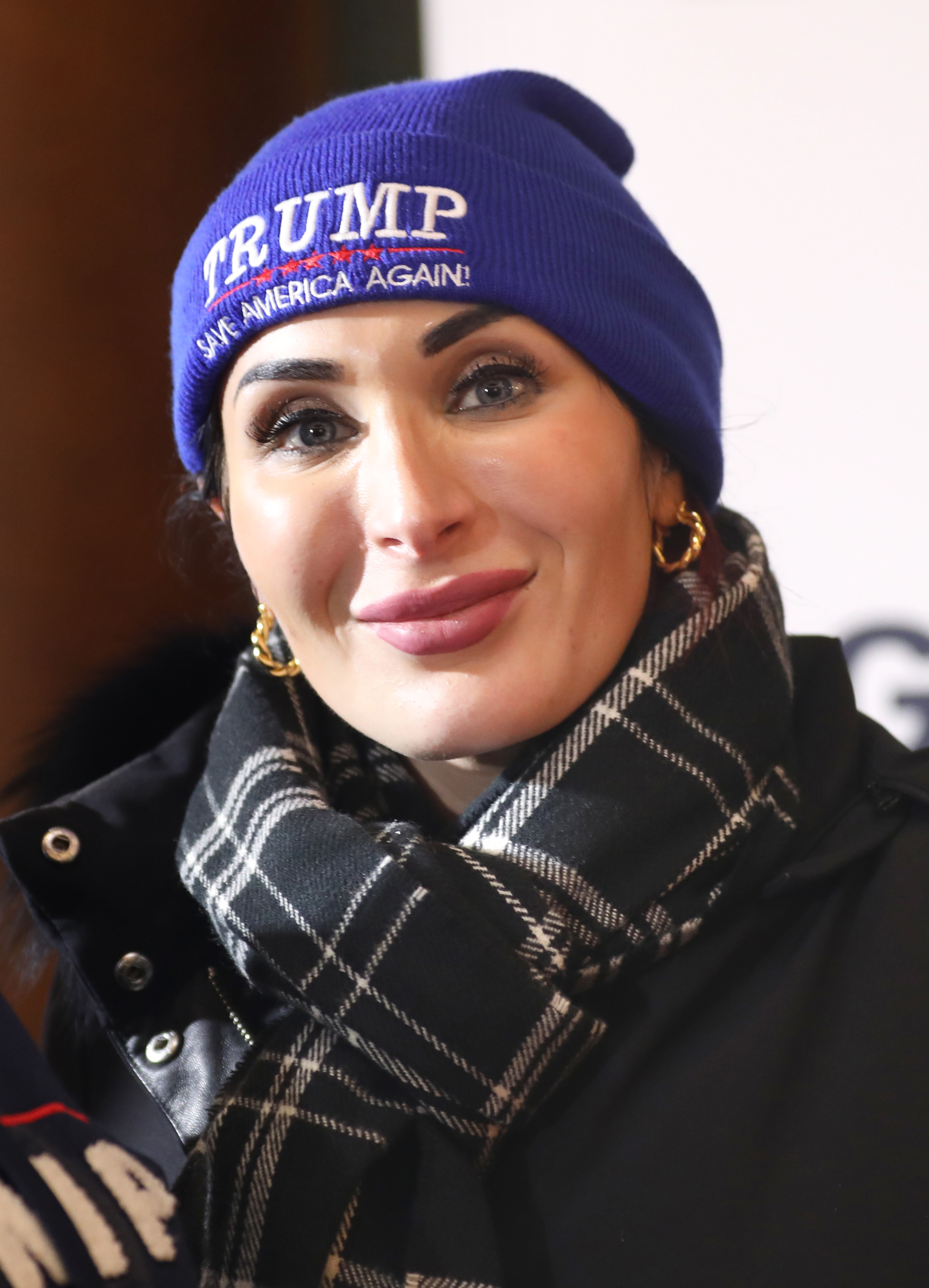
Laura Loomer (* 1993)

- Loomer, Lorne (1937–2017), kanadischer Ruderer
- Loomis, Adam (* 1992), US-amerikanischer Nordischer Kombinierer
- Loomis, Alfred Lee (1887–1975), US-amerikanischer Anwalt und Erfinder
- Loomis, Alfred Lee junior (1913–1994), US-amerikanischer Segler
- Loomis, Andrew (1892–1959), US-amerikanischer Illustrator und Kunstlehrer
- Loomis, Andrew W. (1797–1873), US-amerikanischer Politiker (Whig Party)
- Loomis, Arphaxed (1798–1885), US-amerikanischer Jurist und Politiker
- Loomis, Ben (* 1998), US-amerikanischer Nordischer Kombinierer
- Loomis, Charles Grant (1901–1963), US-amerikanischer Germanist und Folklorist
- Loomis, Charles Price (1905–1995), US-amerikanischer Soziologe
- Loomis, Dwight (1821–1903), US-amerikanischer Politiker
- Loomis, Elias (1811–1889), US-amerikanischer Mathematiker, Meteorologe und Astronom
- Loomis, Elisha Scott (1852–1940), US-amerikanischer Mathematiker
- Loomis, Erik (* 1974), US-amerikanischer Historiker
- Loomis, Francis (1812–1892), US-amerikanischer Politiker und Bankier
- Loomis, Frank (1896–1971), US-amerikanischer Leichtathlet
- Loomis, Frederic Brewster (1873–1937), US-amerikanischer Paläontologe
- Loomis, Harvey Worthington (1865–1930), US-amerikanischer Komponist
- Loomis, Jeff (* 1971), US-amerikanischer Gitarrist, Lead-Gitarrist der Band NevermoreJeff Loomis (* 1971)

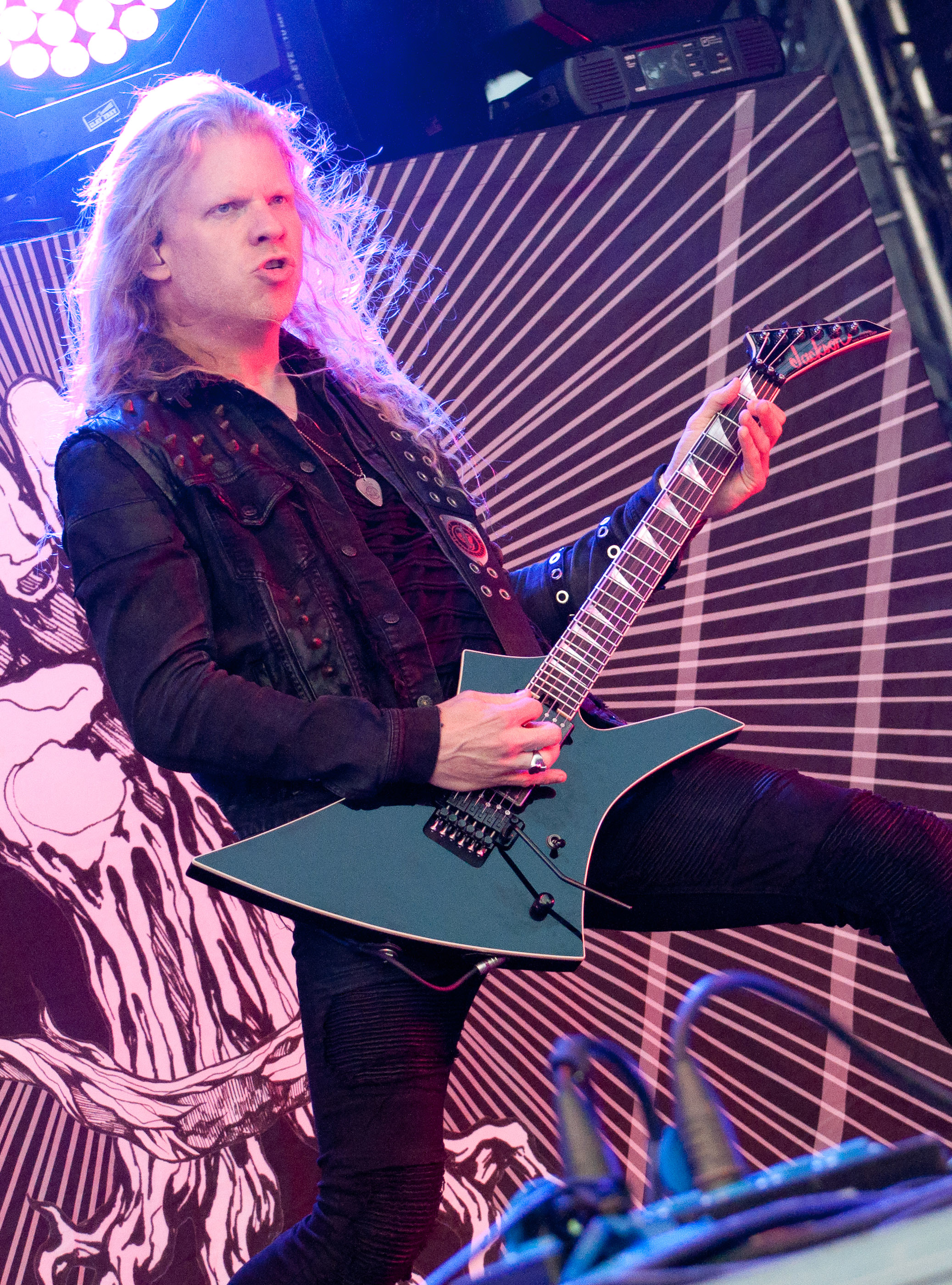
Jeff Loomis (* 1971)

- Loomis, Lynn (1915–1994), US-amerikanischer Mathematiker
- Loomis, Rod (* 1942), US-amerikanischer Schauspieler
- Loomit (* 1968), deutscher Graffitikünstler
- Looms, Mark (* 1981), niederländischer Fußballspieler

### Loon
- Loon (* 1975), US-amerikanischer Rapper und R&B-Sänger
- Loon, Antonius van (1888–1962), niederländischer Tauzieher
- Loon, Ellen van (* 1963), niederländische Architektin
- Loon, Gottfried von, deutscher Adliger
- Loon, Hendrik Willem van (1882–1944), niederländisch-US-amerikanischer Autor, Historiker, Journalist und Illustrator
- Loon, Joost van (* 1967), niederländischer Soziologe
- Loon, Paul van (* 1955), niederländischer Kinderbuchautor
- Loon, Theodoor van, flämischer Maler
- Loon, Tijmen van (* 2001), niederländischer Bahnradsportler
- Loon, Ton van (* 1956), niederländischer Offizier, Generalleutnant
- Loon, Willem van (1891–1975), niederländischer Tauzieher
- Loone, Eero (* 1935), estnischer Philosoph
- Loonen, Kristijna (* 1970), niederländische Langstreckenläuferin
- Loones, Sander (* 1979), belgischer Politiker der Nieuw-Vlaamse Alliantie (N-VA)
- Looney, Kevon (* 1996), US-amerikanischer Basketballspieler
- Looney, Scott R., US-amerikanischer Improvisationsmusiker
- Looney, Shelley (* 1972), US-amerikanische Eishockeyspielerin
- Looney, William R. III (* 1949), US-amerikanischer Offizier, General der US Air Force
- Loong, Farm (* 2000), malaysischer Kugelstoßer
- Loong, Max (* 1980), Schweizer ModeratorMax Loong (* 1980)

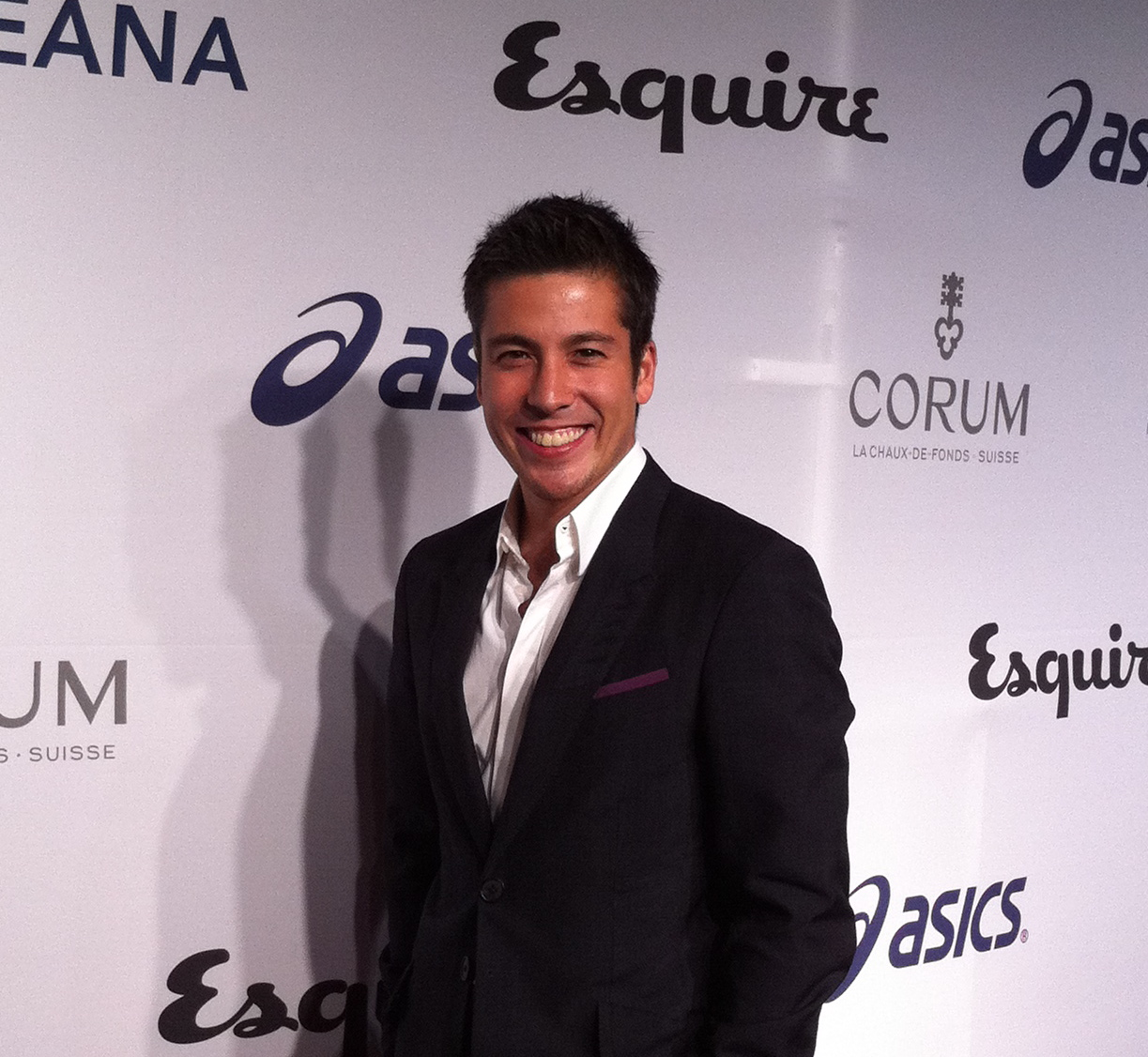
Max Loong (* 1980)

- Loontiens, Peter (* 1958), deutscher Fußballspieler

### Loop
- Loop, Denise (* 1994), deutsche Politikerin (Bündnis 90/Die Grünen)
- Loop, Ralph (* 1967), deutscher Regisseur
- Looper, Henk de (1912–2006), niederländischer Hockeyspieler
- Looper, Jan de (1914–1987), niederländischer Hockeyspieler
- Loops, Ernst (1891–1974), deutscher Politiker (SPD) und Senator in der Freien Stadt Danzig
- Loops, Jeremy (* 1984), südafrikanischer Singer-Songwriter und Umweltaktivist
- Loopsided (* 1983), Schweizer Musikproduzent

### Loor
- Loor, Barbara de (* 1974), niederländische Eisschnellläuferin
- Loor, Friedl (1919–2017), österreichische Operettensängerin und Schauspielerin
- Loor, Maria Anna de († 1854), niederländische Konzertsängerin und Harfenistin
- Loor, Viljar (1953–2011), sowjetischer Volleyballspieler
- Looring, Lilian (1899–1963), estnische Balletttänzerin
- Loorits, Oskar (1900–1961), estnischer Folklorist und Religionswissenschaftler
- Loors, Jens (* 1967), deutscher Polizeibeamter und ehemaliger Fernsehkommissar

### Loos
- Loos, Adolf (1870–1933), österreichischer Architekt und ArchitekturtheoretikerAdolf Loos (1870–1933)

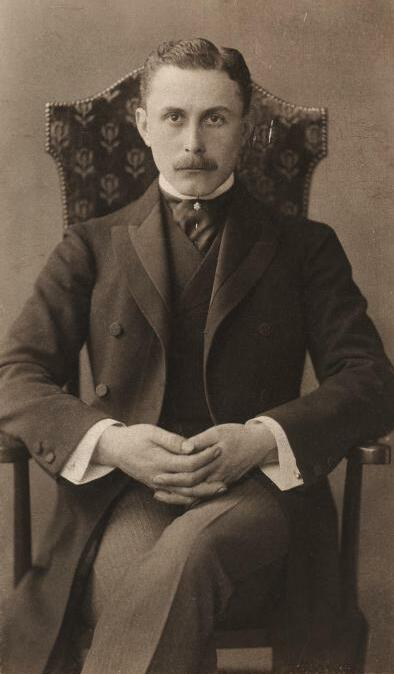
Adolf Loos (1870–1933)

- Loos, Aida (* 1980), österreichische Schauspielerin und Kabarettistin
- Loos, Alwin von (1824–1883), preußischer Generalleutnant und zuletzt Kommandant der Festung Mainz
- Loos, Anita (1889–1981), amerikanische Drehbuchautorin
- Loos, Anna (* 1970), deutsche Schauspielerin und SängerinAnna Loos (* 1970)

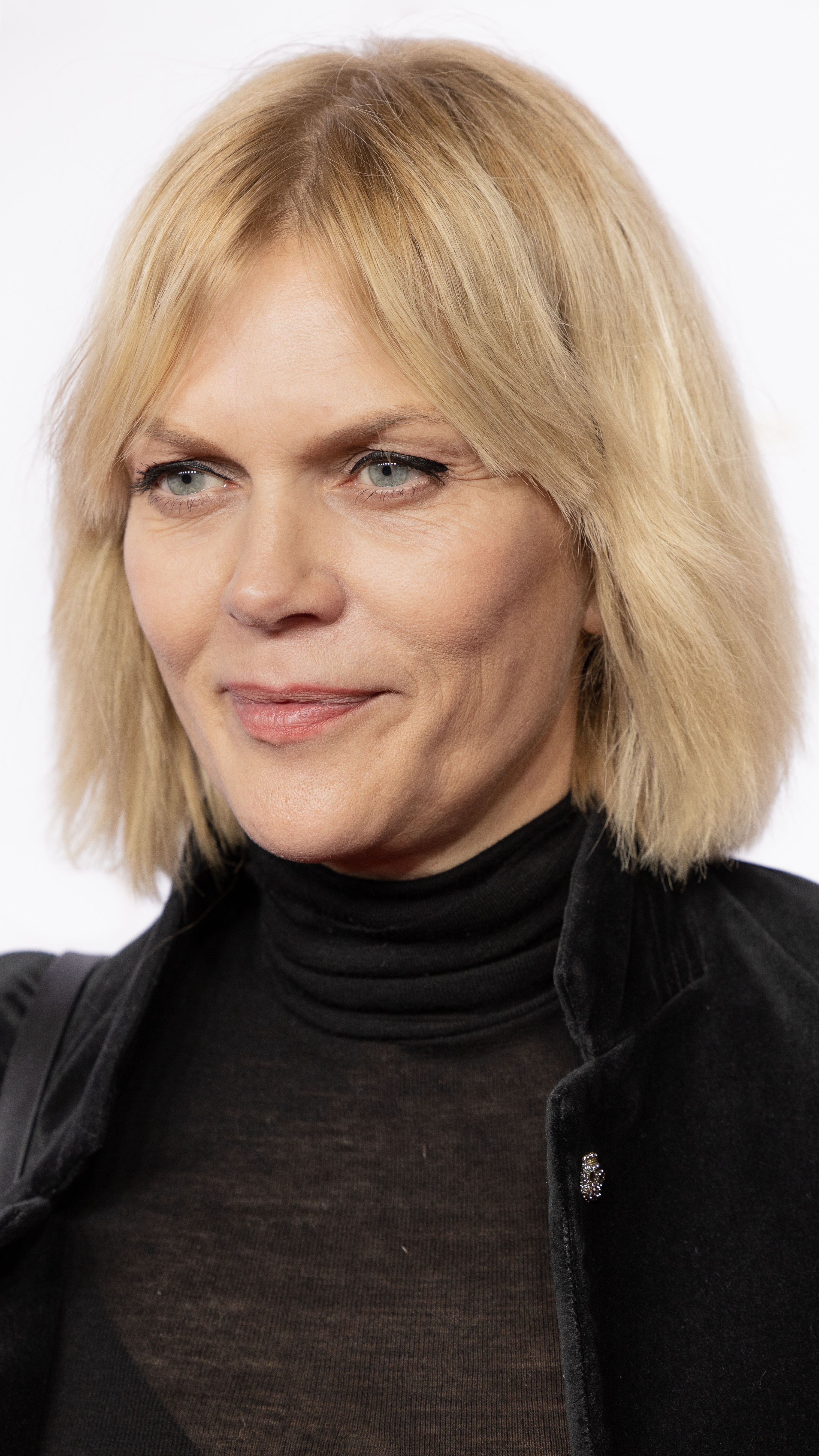
Anna Loos (* 1970)

- Loos, August (1888–1968), deutscher Beamter
- Loos, Bernhard (* 1955), deutscher Politiker (CSU), MdB
- Loos, Cécile Ines (1883–1959), Schweizer Schriftstellerin, Dichterin und Verfasserin von autobiografisch geprägten Werken
- Loos, Charles (* 1951), belgischer Jazzpianist und Komponist
- Loos, Christoph M. (* 1959), deutscher Künstler
- Loos, Cornelius (1546–1595), Priester, katholischer Theologe, Theologieprofessor und Hexentheoretiker
- Loos, Cornelius (1686–1738), schwedischer Generalmajor, Ingenieuroffizier, Zeichner und Orientreisender
- Loos, Daniel Friedrich (1735–1819), deutscher Medailleur, Graveur und Stempelschneider
- Loos, Erich (1913–2006), deutscher Romanist
- Loos, Friedrich (1797–1890), österreichischer Maler
- Loos, Fritz (* 1939), deutscher Jurist und Hochschullehrer
- Loos, Georg (1943–2016), deutscher Automobilrennfahrer
- Loos, Gerold (* 1925), deutscher Steuerrechtler
- Loos, Gertrud Katja (1916–2000), deutsche Organistin und Musiktherapeutin
- Loos, Gottfried Bernhard (1773–1843), deutscher Münzmeister und Unternehmer
- Loos, Hannes (1913–1987), deutscher Maler und Grafiker
- Loos, Heinrich (1886–1942), Landtagsabgeordneter Waldeck
- Loos, Helmut (1924–2000), deutscher Politiker (CDU), MdL
- Loos, Helmut (* 1950), deutscher Musikwissenschaftler
- Loos, Henricus (1813–1873), alt-katholischer Erzbischof von Utrecht
- Loos, Horst-Werner (1915–1981), deutscher Theaterschauspieler und Hörspielsprecher
- Loos, Hugo von (1820–1883), preußischer Generalleutnant
- Loos, Irma (* 1907), deutsche Schriftstellerin
- Loos, Johann (1949–2018), österreichischer Militär und Politiker (ÖVP), Landtagsabgeordneter, Abgeordneter zum Nationalrat
- Loos, Josef (1888–1955), tschechoslowakischer Eishockeyspieler und -funktionär
- Loos, Josef (* 1954), österreichischer Politiker (SPÖ), Burgenländischer Landtagsabgeordneter
- Loos, Klaus von (1862–1919), deutscher Verwaltungsbeamter und Parlamentarier
- Loos, Lina (1882–1950), österreichische Schauspielerin und Autorin, Ehefrau von Adolf Loos
- Loos, Ludo (1955–2019), belgischer Radrennfahrer
- Loos, Manuel (* 1972), deutscher Schauspieler und Fusionmusiker (Schlagzeug, Komposition)
- Loos, Martin (1904–1978), deutscher Politiker (SPD), MdL Bayern
- Loos, Martin (* 1977), österreichischer Schauspieler
- Loos, Max von (1858–1953), deutsch-böhmischer Architekt
- Loos, Miloslav (1914–2010), tschechoslowakischer Radrennfahrer
- Loos, Noel, australischer Hochschullehrer
- Loos, Otto (1871–1936), deutscher Zahnmediziner und Hochschullehrer
- Loos, Peter (1912–2005), österreichischer Journalist und Regisseur
- Loos, Peter (* 1960), deutscher Wirtschaftsinformatiker und Hochschullehrer
- Loos, Theodor (1883–1954), deutscher SchauspielerTheodor Loos (1883–1954)

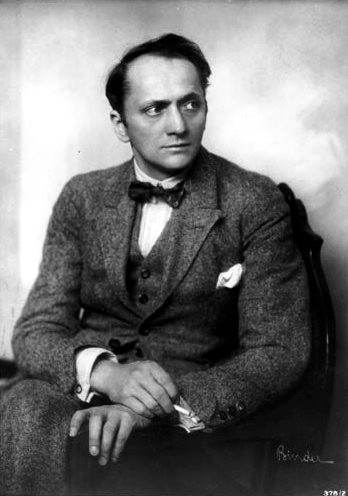
Theodor Loos (1883–1954)

- Loos, Ulrich (* 1939), deutscher Endokrinologe
- Loos, Uwe (* 1946), deutscher Industriemanager
- Loos, Uwe (* 1963), deutscher Politiker (Die Linke), MdL
- Loos, Valentin (1895–1942), tschechoslowakischer Eishockey- und Fußballspieler
- Loos, Vera (* 1955), deutsche bildende Künstlerin und Literaturübersetzerin
- Loos, Walter (* 1892), deutscher Beamter, Adjutant und SS-Standartenführer
- Loos, Walter (1905–1974), österreichischer Architekt
- Loos, Wilhelm (1885–1948), Landtagsabgeordneter Volksstaat Hessen
- Loos, Wilhelm (1890–1952), deutscher Bauingenieur
- Loos, Wolfgang (* 1952), deutscher Komponist, Musikproduzent und HochschullehrerWolfgang Loos (* 1952)

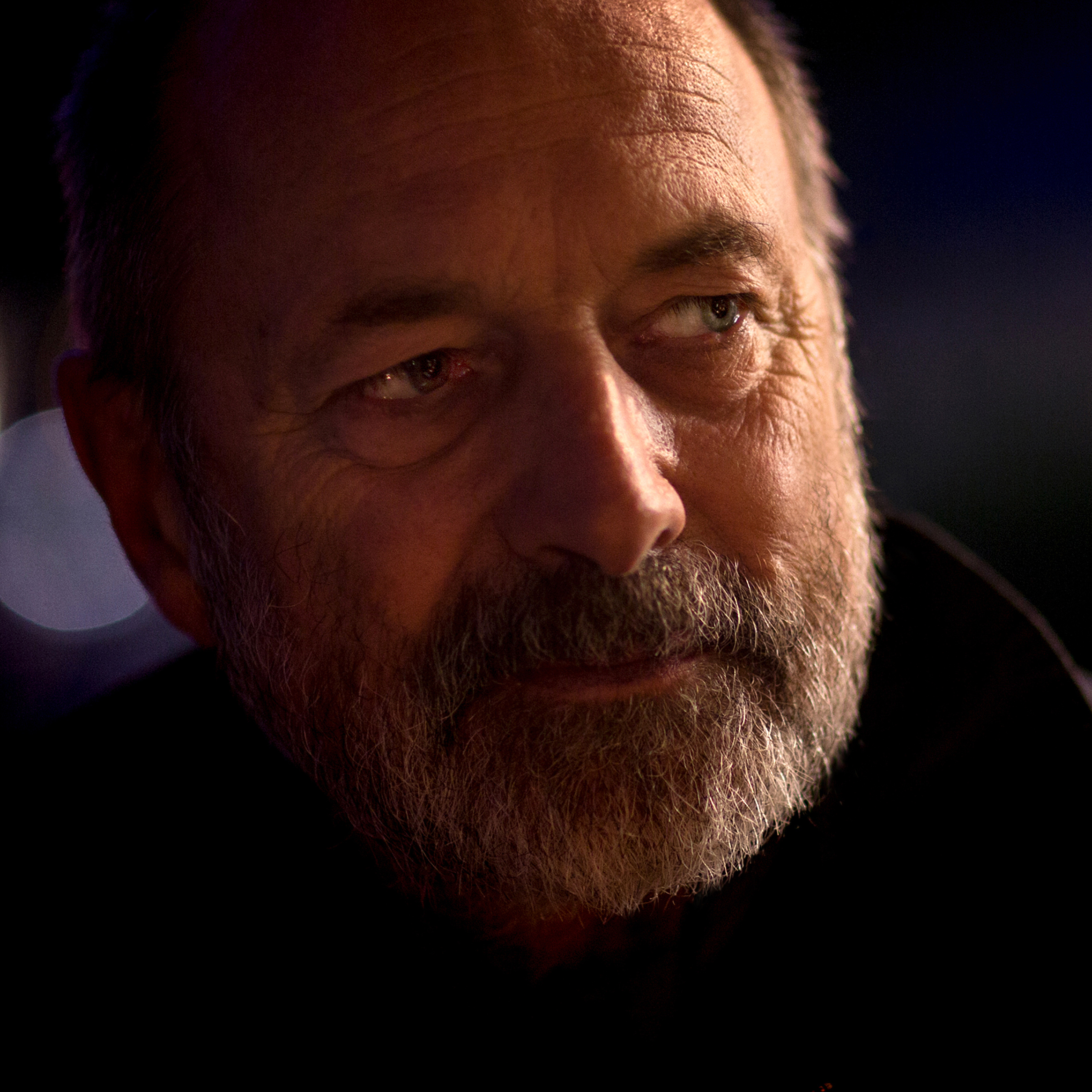
Wolfgang Loos (* 1952)

- Loos, Wolfgang (* 1955), deutscher Fußballspieler und -funktionär
- Loosch, Eberhard (1954–2016), deutscher Sportpsychologe, Hochschullehrer
- Loosch, Gerhard (1894–1965), deutscher General der Wehrmacht und Verwaltungsbeamter der Bundeswehr
- Loosch, Thomas (* 1963), deutscher Behindertensportler
- Looschelders, Dirk (* 1960), deutscher Rechtswissenschaftler
- Looschen, Hans (1859–1923), deutscher Maler
- Looschen, Hans (1907–1987), deutscher Flottillenadmiral der Bundesmarine
- Looschen, Jannik (* 1997), deutscher Fußballspieler
- Loosdrecht, Mark van (* 1959), niederländischer Umweltingenieur
- Loosdregt, Etienne-Auguste-Germain (1908–1980), französischer Ordensgeistlicher, Apostolischer Vikar von Vientiane
- Loose, Alfred (* 1908), deutscher HJ-Führer
- Loose, Andrea (* 1972), deutsche Juristin und Richterin am Bundessozialgericht
- Loose, Bernhard (1836–1902), deutscher Bankier
- Loose, Christian (* 1975), deutscher Diplom- und Bankkaufmann sowie Politiker (AfD), MdL
- Loose, Dustin (* 1986), deutscher Regisseur und DrehbuchautorDustin Loose (* 1986)

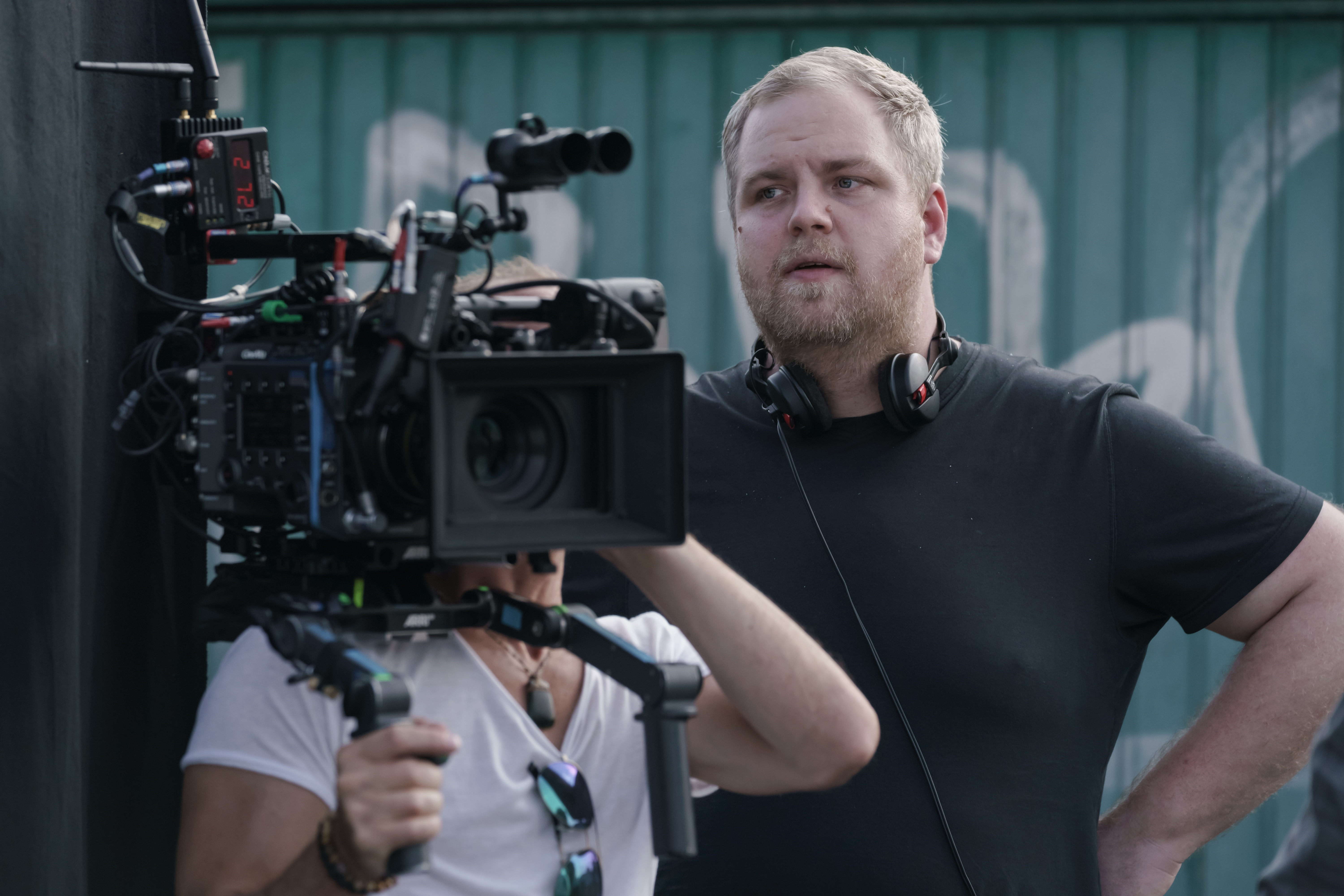
Dustin Loose (* 1986)

- Loose, Emmy (1914–1987), österreichische Opernsängerin (Sopran)
- Loose, Fred, deutscher Blutplasmaspender
- Loose, Friedrich (1853–1930), deutscher Pfarrer und Regionalhistoriker
- Loose, Fritz (1897–1982), deutscher Flugpionier
- Loose, Gabi, deutsche Kanutin
- Loose, Gerhard (1907–2000), US-amerikanischer Germanist deutscher Herkunft
- Loose, Günter (1927–2013), deutscher Liedtexter
- Loosé, Gustave (1865–1930), luxemburgischer Ingenieur und Politiker
- Loose, Hans-Dieter (* 1937), deutscher Archivar und Historiker
- Loose, Heinrich (1812–1862), deutsch-katholischer Prediger und Revolutionär 1848/49
- Loose, Helmuth Nils (* 1938), deutscher Fotograf
- Loose, Julian (* 1985), deutscher Fußballspieler
- Loose, Kurt (1912–2011), deutscher Bildhauer und Restaurator
- Loose, Luzie (* 1989), deutsche Regisseurin und Drehbuchautorin
- Loose, Matthias (* 1965), deutscher Jurist, Richter am Bundesfinanzhof
- Loose, Norman (* 1980), deutscher Fußballspieler
- Loose, Rainer (* 1943), deutscher Geograph
- Loose, Ralf (* 1963), deutscher Fußballspieler und -trainerRalf Loose (* 1963)

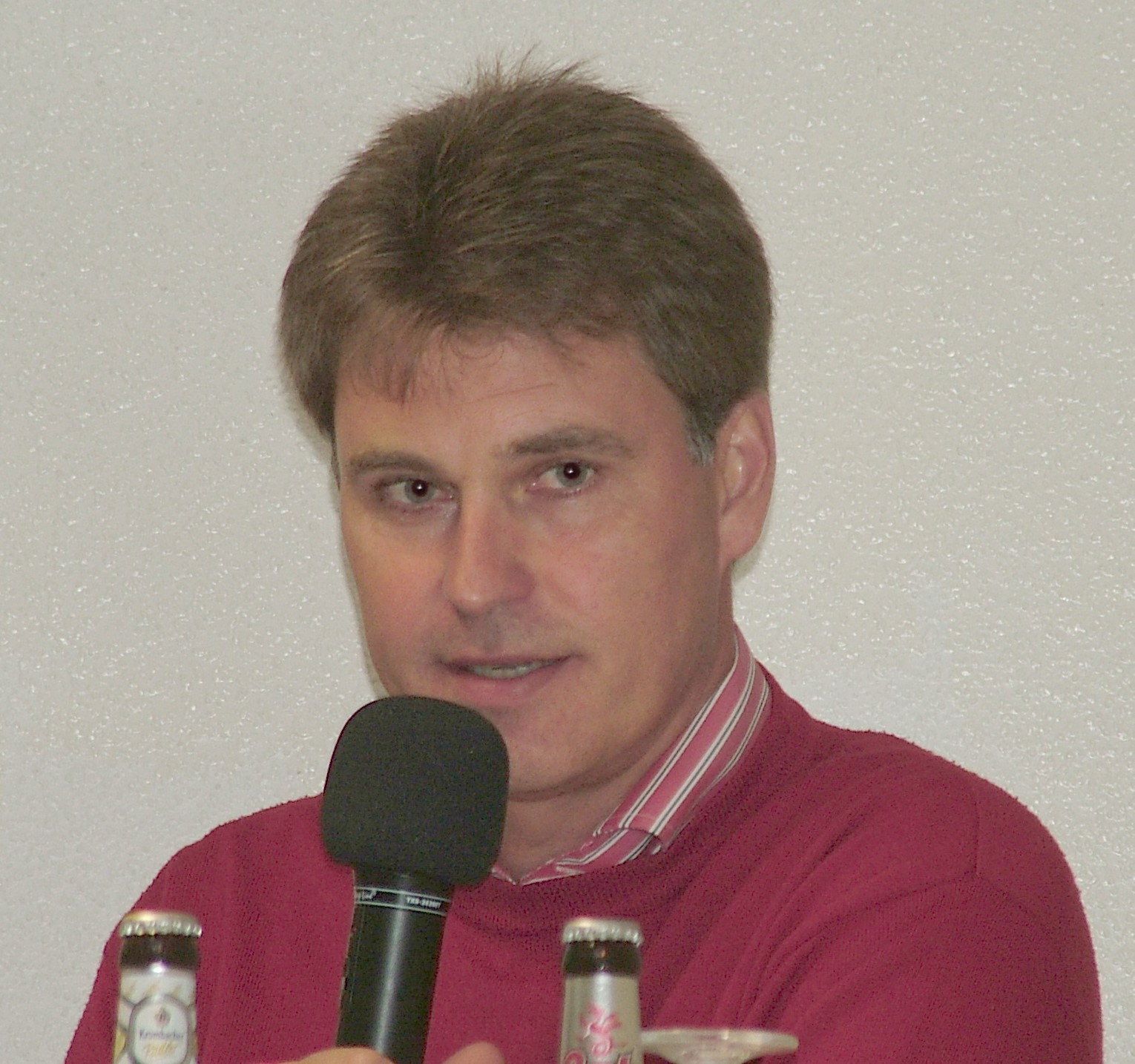
Ralf Loose (* 1963)

- Loose, Siegfried (1915–1996), deutscher Politiker (CDU), MdL
- Loose, Stefan (* 1946), deutscher Reisebuchautor
- Loose, Thomas (* 1964), deutscher Kanute
- Loose, William (1910–1991), US-amerikanischer Komponist für Film-, Fernseh- und Produktionsmusik
- Loosen, Bruno (1922–2016), deutscher Generalleutnant der Luftwaffe der Bundeswehr
- Loosen, Johann Georg (1846–1914), deutscher Maler und Restaurator
- Loosen, Paul (1924–2001), deutscher Politiker (CDU), MdL
- Loosen, Philipp (1880–1962), deutscher Regierungsrat und Bürgermeister von Trier
- Loosen, Wiebke (* 1966), deutsche Kommunikationswissenschaftlerin
- Looser Schallemberg, Gualterio (1898–1982), schweizerisch-chilenischer Botaniker
- Looser, Gianluca (* 2003), Schweizer Politiker (Grüne)
- Looser, Guido (1892–1937), Schweizer Schriftsteller
- Looser, Hubert (* 1938), Schweizer Geschäftsmann, Philanthrop und Kunstsammler
- Looser, Joseph (1749–1822), Schweizer Orgelbauer
- Looser, Kilian (* 1969), Schweizer Politiker (FDP)
- Looser, Konny (* 1989), Schweizer Radsportler
- Looser, Melchior (* 1945), Schweizer Politiker (CVP)
- Looser, Patric (* 1984), Schweizer Voltigierer
- Looser, Paul (* 1981), Schweizer Radballer
- Looser, Rolf (1920–2001), Schweizer Cellist und Komponist
- Looser, Vera (* 1993), namibische RadsportlerinVera Looser (* 1993)

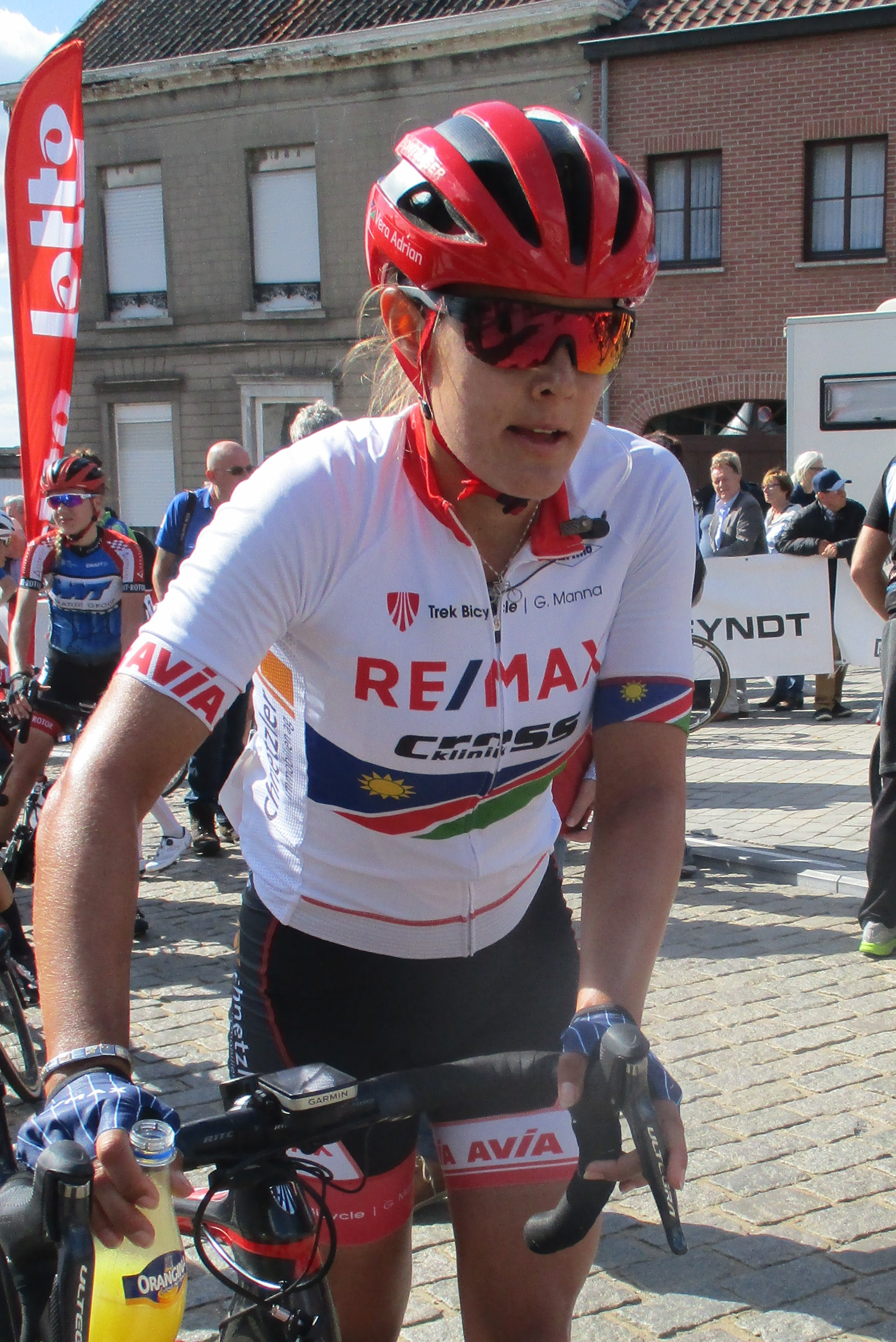
Vera Looser (* 1993)

- Looser, Wendelin (1720–1790), Schweizer Orgelbauer
- Loosjes, Fredrik Elisa (1913–1994), niederländischer Biologe und Malakologe
- Loosli, Arthur (1926–2021), Schweizer Konzertsänger und Kunstmaler
- Loosli, Carl Albert (1877–1959), Schweizer Schriftsteller und Journalist
- Loosli, David (* 1980), Schweizer Radrennfahrer
- Loosli, Martin (* 1956), Schweizer Maler, Fotograf und Schriftsteller
- Loosli, Noah (* 1997), Schweizer Fussballspieler
- Loosli, Ruth (* 1959), Schweizer Schriftstellerin
- Loosli, Sylvain (* 1986), französischer Pokerspieler
- Loosli, Timo (* 1985), Schweizer Produzent und Komponist
- Loosli, Walter (1932–2015), Schweizer Künstler
- Looss, Arthur (1861–1923), deutscher Zoologe und Hochschulprofessor
- Looß, Helmut (1910–1988), deutscher SS-Obersturmbannführer und Kriegsverbrecher
- Looß, Maike (* 1959), deutsche Pädagogin und Hochschullehrerin
- Looß, Matthias (* 1975), deutscher Nordischer Kombinierer
- Loosveld, Marcel (* 1963), niederländischer Futsaltrainer und Futsalspieler

### Loot
- Looten, Christophe (* 1958), französischer Komponist
- Lootens, Charles L. (1900–1994), US-amerikanischer Tontechniker und Filmtechnikpionier
- Lootens, Julien (1876–1942), belgischer Radrennfahrer
- Lootens, Laura (* 1999), deutsch-belgische klassische Gitarristin
- Loots, Celeste (* 1996), südafrikanische Schauspielerin
- Loots, Jannie (1914–1998), südafrikanischer Politiker
- Loots, Marzaan (* 2001), südafrikanische Hürdenläuferin
- Lootsma, Bart (* 1957), niederländischer Historiker, Kritiker und Kurator auf den Gebieten Architektur, Design und bildende Künste
- Lootsma, Niels (* 1994), niederländischer Tennisspieler
- Lootz, Eva (* 1940), österreichisch-spanische Künstlerin

### Loov
- Loovens, Glenn (* 1983), niederländischer Fußballspieler
- Looveren, Kevin van (* 1986), belgischer Eishockeytorwart

### Loow
- Lööw, Bertil (1924–2014), schwedischer Fußballschiedsrichter

### Looy
- Looy, Jacobus van (1855–1930), niederländischer Genre- und Porträtmaler sowie Schriftsteller

### Looz
- Looz-Corswarem, Clemens von (1947–2022), deutscher Historiker und Archivar
- Looz-Corswarem, Joseph Arnold von (1770–1827), Fürst von Rheina-Wolbeck
- Looz-Corswarem, Otto Graf von (1906–1985), deutscher Historiker und Archivar
- Looz-Corswarem, Wilhelm Joseph von (1732–1803), k. k. Major, Ritter des Maria Theresia-Ordens, Fürst von Rheina-Wolbeck
- Looze, Dennis (* 1972), niederländischer Triathlet